# Station Neuvy-Pailloux
Station Neuvy-Pailloux is een spoorwegstation in de Franse gemeente Neuvy-Pailloux.